# Реформизм
Реформи́зм — система взглядов и политическое течение, отрицающее необходимость революции и отстаивающая возможность создания общества социального равенства и социальной справедливости средствами постепенного эволюционного приближения к социализму или же улучшения существующей капиталистической системы в процессе накопления реформ через компромиссы. Реформизм противопоставляется революционаризму, который предполагает коренные и быстрые изменения в обществе, часто через революцию.

## Исторический очерк
Теоретиками реформизма среди прочих были Эдуард Бернштейн, Фердинанд Лассаль и Георг Фольмар; в послевоенные годы теоретиками реформизма были Бенедикт Каутский, Гарольд Ласки, Герберт Моррисон и Джон Стрейчи. Исторический успех реформизма в рабочем движении был связан как с расширением избирательных прав, так и с развитием институтов демократии и развитием самого рабочего движения. После Первой мировой войны и Октябрьской революции в развитых странах реформизм превратился в официальную идеологию лейбористских и социал-демократических партий, а также большинства профессиональных союзов.

## Критика
Реформизм критикуют за то, что он парадоксален: он стремится преодолеть существующую экономическую систему капитализма, но в то же время он пытается улучшить условия жизни людей при капитализме, тем самым делая его более терпимым для общества. Роза Люксембург о реформизме: «…(капитализм) не будет свергнут, но, напротив, укрепится на развитиях социальных реформ».
Дискуссия о способности социал-демократических реформ привести к социалистическому преобразованию общества существует в обществе более ста лет.